# Lý thuyết chu kỳ kinh tế thực
Lý thuyết chu kỳ kinh tế thực (lý thuyết RBC) là một loại mô hình kinh tế vĩ mô tân cổ điển, trong đó các biến động của chu kỳ kinh doanh được tính bằng các cú sốc thực tế (trái ngược với các cú sốc danh nghĩa). Không giống như các lý thuyết hàng đầu khác về chu kỳ kinh tế, lý thuyết RBC coi việc biến động chu kỳ kinh doanh là phản ứng hiệu quả đối với những thay đổi bên ngoài trong môi trường kinh tế thực. Tức là, mức sản lượng của quốc gia phải tối đa hóa mức lợi ích kỳ vọng, và các chính phủ nên tập trung vào những thay đổi chính sách cơ cấu dài hạn và không can thiệp vào chính sách tài chính được thiết kế để chủ động giải quyết các biến động kinh tế trong ngắn hạn.
Theo lý thuyết RBC, các chu kỳ kinh doanh do đó "có thật" ở chỗ chúng không thể hiện sự thất bại của thị trường mà ngược lại phản ánh hoạt động hiệu quả nhất của nền kinh tế, dựa trên cấu trúc của nó.
Lý thuyết RBC gắn liền với kinh tế học nước ngọt (Trường Kinh tế Chicago theo truyền thống tân cổ điển).

## Chu kỳ kinh doanh
Nếu chúng ta chụp một bức hình về nền kinh tế tại các thời điểm khác nhau, ta sẽ thấy rằng không có bức ảnh nào giống nhau. Điều này xảy ra vì hai lý do:
1. Nhiều nền kinh tế tiên tiến thể hiện sự tăng trưởng bền vững theo thời gian. Tức là, những bức ảnh chụp cách nhau nhiều năm rất có thể sẽ mô tả mức độ hoạt động kinh tế cao hơn trong giai đoạn sau.
2. Có những biến động ngẫu nhiên xảy ra xung quanh xu hướng tăng trưởng này. Do đó chúng cho ta thấy được việc dự đoán cái sau với cái trước ở hai bức ảnh chụp gần như là không thể.

Một cách phổ biến để quan sát hành vi đó là xem xét chuỗi thời gian sản lượng của một nền kinh tế, cụ thể hơn là tổng sản phẩm quốc dân (GNP). Đây chỉ là giá trị của hàng hóa và dịch vụ được sản xuất bởi các doanh nghiệp và người lao động của một quốc gia.
Hình 1 cho thấy chuỗi thời gian GNP thực của Hoa Kỳ từ 1954–2005. Mặc dù chúng ta thấy sản lượng tăng liên tục, nhưng nó không phải là mức tăng ổn định. Có những thời điểm tăng trưởng nhanh hơn và có những thời điểm tăng trưởng chậm hơn. Hình 2 biến đổi các mức này vào tỷ lệ tăng trưởng của GNP thực và trích xuất xu hướng tăng trưởng đều đặn hơn. Một phương pháp phổ biến để có được xu hướng này là bộ lọc Hodrick – Prescott. Ý tưởng cơ bản là tìm sự cân bằng giữa mức độ mà xu hướng tăng trưởng chung tuân theo sự chuyển động theo chu kỳ (kể từ tốc độ tăng trưởng kỳ hạn có khả năng không hoàn toàn ổn định) và mức độ đều của nó. Bộ lọc HP xác định các biến động dài hạn như một phần của xu hướng tăng trưởng trong khi phân loại các biến động nhanh hơn thành phần theo chu kỳ.
Quan sát sự khác biệt giữa thành phần tăng trưởng này và dữ liệu giật cấp. Các nhà kinh tế học gọi những chuyển động theo chu kỳ này là chu kỳ kinh doanh. Hình 3 thể hiện rõ ràng những sai lệch như vậy. Lưu ý trục hoành ở mức 0. Một điểm trên đường này cho biết tại năm đó, không có độ lệch so với xu hướng. Tất cả các điểm khác trên và dưới dòng đều có nghĩa là bị sai lệch. Bằng cách sử dụng ghi GNP thực, khoảng cách giữa bất kỳ điểm nào và đường 0 gần bằng phần trăm độ lệch so với xu hướng tăng trưởng dài hạn. Cũng lưu ý rằng trục tung sử dụng các giá trị rất nhỏ. Điều này chỉ ra rằng độ lệch trong GNP thực là rất nhỏ, có thể so sánh được và được quy cho lỗi đo lường hơn là độ lệch.
Ta gọi độ lệch dương lớn (những độ lệch trên trục 0) là cực đại và độ lệch âm tương đối lớn (những độ lệch âm dưới trục 0) là đáy. Một loạt các sai lệch dương dẫn đến đỉnh là bùng nổ và một loạt các sai lệch âm dẫn đến đáy là suy thoái.
Trong nháy mắt, độ lệch trông giống như một chuỗi sóng chụm lại với nhau không nhất quán. Để giải thích nguyên nhân của những biến động như vậy khá khó khăn. Tuy nhiên, nếu chúng ta xem xét các biến số kinh tế vĩ mô khác, chúng ta sẽ quan sát thấy các mô hình bất thường này. Ví dụ: Hình 4 mô tả những biến động trong sản lượng và chi tiêu tiêu dùng, tức là những gì mọi người mua và sử dụng tại bất cứ thời kỳ nhất định nào. Quan sát cách các đỉnh và đáy sắp xếp gần như giống nhau và các điểm lên và xuống trùng khớp với nhau như thế nào.
Ta có thể dự đoán rằng các dữ liệu khác có thể xuất hiện một cách tương tự. Ví dụ, (a) lao động, (b) số giờ làm việc năng suất, cách thức các doanh nghiệp sử dụng vốn hoặc lao động hiệu quả, (c) đầu tư, số vốn tiết kiệm được để giúp đỡ các nỗ lực trong tương lai và (d) vốn tồn kho, giá trị của máy móc, tòa nhà và các thiết bị khác giúp các công ty sản xuất hàng hóa của họ. Trong khi Hình 5 cho thấy một câu chuyện tương tự đối với đầu tư, mối quan hệ với vốn trong Hình 6 khác hoàn toàn với nó. Chúng tôi cần một cách để ghi lại một câu chuyện hay hơn; một cách là xem một số thống kê.

## Sự thật cách điệu
Bằng cách nhìn vào dữ liệu, chúng ta có thể suy ra một số quy luật, đôi khi được gọi là sự thật cách điệu. Một là sự bền bỉ. Ví dụ, nếu ta lấy bất kỳ điểm nào trong chuỗi nằm trên xu hướng (trục x trong hình 3), khả năng giai đoạn tiếp theo vẫn nằm trên xu hướng là rất cao. Tuy nhiên, sự bền bỉ này bị hao mòn theo thời gian. Có nghĩa là, hoạt động kinh tế ngắn hạn khá dễ dự đoán nhưng do tính chất biến động dài hạn không thường xuyên nên việc dự báo về lâu dài khó khăn hơn nhiều nếu không muốn nói là không thể.
Một tính đều đặn khác là sự biến thiên theo chu kỳ. Cột A của Bảng 1 liệt kê những cách đo độ lệch chuẩn. Mức độ dao động của sản lượng và số giờ làm việc gần bằng nhau. Tương tự, mức tiêu thụ và năng suất đều trơn tru hơn nhiều so với sản lượng trong khi đầu tư. Vốn cổ phần ít biến động nhất trong các chỉ số.
Tuy nhiên, một sự đều đặn khác là sự đồng chuyển động giữa sản lượng và biến số kinh tế vĩ mô khác. Hình 4 - 6 minh họa mối quan hệ đó. Chúng ta có thể đo lường điều này chi tiết hơn bằng cách sử dụng các mối tương quan như được liệt kê trong cột B của Bảng 1. Một biến theo chu kỳ có mối tương quan thuận vì nó thường tăng khi bùng nổ và giảm trong thời kỳ suy thoái. Ngược lại, một biến phản chu kỳ có mối tương quan nghịch. Một biến số tuần hoàn, có mối tương quan gần bằng 0, hàm ý không có mối quan hệ nào với chu kỳ kinh doanh. Chúng ta thấy rằng năng suất đi với chu kỳ, có nghĩa rằng người lao động và vốn có năng suất cao hơn khi nền kinh tế đang trải qua sự bùng nổ. Họ không hoạt động hiệu quả khi nền kinh tế đang suy thoái. Các giải thích tương tự cũng được áp dụng đối với tiêu dùng và đầu tư, vốn có tính tuần hoàn. Lao động cũng có tính chu kỳ trong khi vốn dự trữ xuất hiện theo chu kỳ.
Quan sát những biến động tương đồng nhưng dường như không xác định về xu hướng này, câu hỏi đặt ra là tại sao điều này lại xảy ra. Vì mọi người thích bùng nổ kinh tế hơn là suy thoái, nên nếu tất cả mọi người trong nền kinh tế đưa ra quyết định tối ưu, thì những biến động này là do yếu tố gì ở bên ngoài quá trình gây ra. Vì vậy, câu hỏi quan trọng thực sự là: yếu tố chính nào ảnh hưởng và sau đó thay đổi quyết định của tất cả các yếu tố trong nền kinh tế?
Các nhà kinh tế đã đưa ra nhiều ý tưởng để trả lời câu hỏi trên. Hiện đang thống trị các tài liệu học thuật về lý thuyết này là chu kỳ kinh tế thực được Finn E. Kydland và Edward C. Prescott giới thiệu vào năm 1982 "Xây dựng và tổng hợp biến động" . Họ hình dung yếu tố này là những cú sốc về công nghệ - tức là những biến động ngẫu nhiên về mức năng suất làm thay đổi xu hướng tăng trưởng liên tục lên hoặc xuống. Ví dụ về những cú sốc đó bao gồm đổi mới, thời tiết xấu, giá dầu nhập khẩu tăng, các quy định nghiêm ngặt hơn về môi trường và an toàn,... Ý chính chung là điều gì đó xảy ra làm thay đổi trực tiếp hiệu quả của vốn và  lao động. Điều này lại ảnh hưởng đến quyết định của người lao động và doanh nghiệp, những người này sẽ thay đổi những gì họ mua và sản xuất, do đó cuối cùng ảnh hưởng đến sản lượng. Các mô hình RBC dự đoán trình tự thời gian phân bổ cho tiêu dùng, đầu tư,..với những cú sốc này.
Nhưng chính xác thì những cú sốc về năng suất này gây ra những thăng trầm trong hoạt động kinh tế như thế nào? Hãy xem xét một cú sốc tích cực nhưng tạm thời đối với năng suất. Điều này ngay lập tức làm tăng hiệu quả của người lao động và vốn, cho phép một mức vốn và lao động nhất định tạo ra nhiều sản lượng hơn.
Các cá nhân phải đối mặt với hai loại đánh đổi. Một là quyết định tiêu dùng - đầu tư. Vì năng suất cao hơn nên người dân có nhiều đầu ra hơn để tiêu thụ. Một cá nhân có thể chọn tiêu thụ tất cả chúng ngay hôm nay. Nhưng nếu anh ta coi trọng mức tiêu thụ trong tương lai, thì tất cả sản lượng tăng thêm đó có thể không đáng để tiêu thụ toàn bộ ngày hôm nay. Thay vào đó, anh ta có thể tiêu dùng một phần nhưng đầu tư phần còn lại vào vốn để tăng cường sản xuất trong các giai đoạn tiếp theo và do đó tăng mức tiêu thụ trong tương lai. Điều này giải thích tại sao chi tiêu đầu tư lại dễ biến động hơn tiêu dùng. Giả thuyết chu kỳ sống lập luận rằng các hộ gia đình đưa ra quyết định tiêu dùng dựa trên thu nhập kỳ vọng cả đời và do đó họ thích tiêu dùng "trơn tru" theo thời gian. Do đó, họ sẽ tiết kiệm (và đầu tư) trong những thời kỳ có thu nhập cao và trì hoãn việc tiêu dùng khoản này vào những thời kỳ có thu nhập thấp.
Quyết định khác là sự cân bằng giữa lao động và giải trí. Năng suất cao hơn khuyến việc thay thế một công việc hiện tại cho công việc tương lai vì người lao động sẽ kiếm được nhiều tiền hơn mỗi giờ hôm nay so với ngày mai. Ngày nay, có nhiều người lao động hơn và ít nhàn rỗi hơn dẫn đến sản lượng cao hơn,  tiêu dùng và đầu tư lớn hơn. Mặt khác, có một tác động ngược lại: vì người lao động đang kiếm được nhiều tiền hơn, họ có thể không muốn làm việc nhiều như hiện nay và trong các giai đoạn tương lai. Tuy nhiên, với tính chất chu kỳ của lao động, có vẻ như tác động thay thế ở trên chi phối tác động thu nhập này
Nhìn chung, mô hình RBC cơ bản dự đoán rằng với một cú sốc tạm thời, sản lượng, tiêu dùng, đầu tư và lao động đều tăng trên xu hướng dài hạn và do đó hình thành độ lệch dương. Hơn nữa, vì đầu tư nhiều hơn có nghĩa là có nhiều vốn hơn cho tương lai, nên một cú sốc ngắn hạn có thể có tác động đến tương lai. Có nghĩa là, hành vi trên xu hướng có thể tồn tại trong một thời gian ngay cả sau khi cú sốc biến mất. Tích lũy vốn này thường được coi là một "cơ chế lan truyền" bên trong, vì nó có thể làm tăng độ bền của các cú sốc đối với sản lượng.
Một chuỗi các cú sốc về năng suất như vậy có thể sẽ dẫn đến sự bùng nổ. Tương tự, suy thoái kéo theo một chuỗi các cú sốc tồi tệ đối với nền kinh tế. Nếu không có cú sốc, nền kinh tế sẽ tiếp tục theo xu hướng tăng trưởng, không có chu kỳ kinh doanh.
Để phù hợp về mặt định lượng với các dữ kiện cách điệu trong Bảng 1, Kydland và Prescott đã giới thiệu các kỹ thuật hiệu chuẩn. Sử dụng phương pháp luận này, mô hình mô phỏng gần giống với nhiều đặc tính của chu kỳ kinh doanh. Tuy nhiên, các mô hình RBC hiện tại vẫn chưa giải thích đầy đủ tất cả các hành vi và các nhà kinh tế học tân cổ điển vẫn đang tìm kiếm các biến thể tốt hơn
Giả định chính trong lý thuyết RBC là các cá nhân và doanh nghiệp phản ứng tối ưu trong thời gian dài. Có nghĩa là các chu kỳ kinh doanh được thể hiện trong một nền kinh tế được lựa chọn theo sở thích chứ không phải không có chu kỳ kinh doanh nào cả. Điều này không có nghĩa là mọi người thích suy thoái. Sự sụt giảm được dẫn trước bởi một cú sốc năng suất không mong muốn, điều này đã kìm hãm tình hình. Nhưng với những hạn chế mới này, mọi người vẫn sẽ đạt được kết quả tốt nhất có thể và thị trường sẽ phản ứng hiệu quả. Vì vậy, khi có một sự sụt giảm, mọi người đang lựa chọn ở trong sự sụt giảm đó bởi vì trong hoàn cảnh, đó là giải pháp tốt nhất. Điều này cho thấy giấy thông hành (không can thiệp) là chính sách tốt nhất của chính phủ đối với nền kinh tế nhưng với bản chất trừu tượng của mô hình, điều này đã gây ra tranh vãi
Tiền thân của lý thuyết RBC được phát triển bởi các nhà kinh tế tiền tệ Milton Friedman và Robert Lucas vào đầu những năm 1970. Họ hình dung ra yếu tố ảnh hưởng đến quyết định của mọi người là nhận thức sai về tiền lương - tức là sự bùng nổ và suy thoái xảy ra khi người lao động nhận thức được mức lương cao hơn hoặc thấp hơn thực tế. Điều này có nghĩa là họ đã làm việc và tiêu thụ nhiều hơn hoặc ít hơn so với cách khác. Trong một thế giới thông tin hoàn hảo, sẽ không có sự bùng nổ hay suy thoái.

### Sự định cỡ
Không giống như ước lượng, định cỡ thường được sử dụng để xây dựng các mô hình kinh tế, hiệu chuẩn chỉ quay trở lại bảng vẽ để thay đổi mô hình khi đối mặt với nhiều bằng chứng chống lại mô hình là đúng; điều này đảo ngược gánh nặng chứng minh khỏi người xây dựng mô hình. Trong thực tế, nói một cách đơn giản, đó là quá trình thay đổi mô hình để phù hợp với dữ liệu. Vì các mô hình RBC giải thích dữ liệu trước khi đăng, nên rất khó để làm sai lệch bất kỳ một mô hình nào có thể được đưa ra để giải thích dữ liệu. Các mô hình RBC rất cụ thể về mẫu, khiến một số người tin rằng chúng có rất ít hoặc không có khả năng dự đoán.

### Các biến cấu trúc
Các mô hình RBC quan trọng, "giá trị hợp lý" cho các biến cấu trúc như tỷ lệ chiết khấu và tỷ lệ khấu hao vốn được sử dụng để tạo các đường biến mô phỏng. Chúng có xu hướng được ước tính từ các nghiên cứu kinh tế, với độ tin cậy khoảng 95%. Nếu sử dụng đầy đủ các giá trị có thể có cho các biến này, hệ số tương quan giữa đường đi thực tế và mô phỏng của các biến kinh tế có thể thay đổi dữ dội, dẫn đến một số câu hỏi mức độ thành công của một mô hình chỉ đạt được hệ số 80% thực sự là như thế nào.

## Phê bình
Lý thuyết chu kỳ kinh doanh thực tế dựa trên ba giả định mà theo các nhà kinh tế học như Greg Mankiw và Larry Summers là không thực tế:
1. Mô hình được thúc đẩy bởi những thay đổi lớn và đột ngột trong công nghệ sản xuất sẵn có. Summers lưu ý rằng Prescott không thể đưa ra bất kỳ cú sốc công nghệ cụ thể nào cho một cuộc suy thoái thực tế ngoài cú sốc giá dầu vào những năm 1970. Hơn nữa, không có bằng chứng kinh tế vi mô cho những cú sốc thực tế lớn cần thúc đẩy các mô hình này. Các mô hình chu kỳ kinh doanh thực tế như một quy luật không phải kiểm tra các lựa chọn thay thế cạnh tranh mà dễ hỗ trợ. (Summers 1986)
2. Thất nghiệp phản ánh những thay đổi về số lượng mà mọi người muốn làm việc.
Paul Krugman lập luận rằng giả định này có nghĩa là tỷ lệ thất nghiệp 25% ở đỉnh điểm của cuộc Đại suy thoái (1933) sẽ là kết quả của một quyết định hàng loạt để đi nghỉ dài ngày.
3. Chính sách tiền tệ không thích hợp với những biến động kinh tế.
Ngày nay, người ta đồng ý rộng rãi với tiền lương và giá cả không điều chỉnh nhanh chóng khi cần thiết để khôi phục trạng thái cân bằng. Do đó, hầu hết các nhà kinh tế, ngay cả trong số các nhà cổ điển mới, không chấp nhận đề xuất chính sách không hiệu quả
Một chỉ trích lớn khác là các mô hình chu kỳ kinh doanh thực tế không thể tính đến các động lực được hiển thị bởi tổng sản phẩm quốc dân của Hoa Kỳ. Như Larry Summers đã nói: "(Quan điểm của tôi là) các mô hình chu kỳ kinh doanh thực tế thuộc loại được [Ed] Prescott thúc giục chúng tôi không liên quan gì đến các hiện tượng chu kỳ kinh doanh được quan sát thấy ở Hoa Kỳ hoặc các nền kinh tế tư bản khác." - (Mùa hè 1986)